# Лівіу Деляну
Деляну Лівіу Семенович (рум. Deleanu Liviu; справжнє ім'я — Кліґман Ліпе; рум. Cligman Lipâ, 26 січня (8 лютого) 1911, Ясси, Румунія — 12 травня 1967, Кишинів, Молдавська РСР) — молдовський радянський поет. Чоловік молдавської письменниці та перекладачки художньої літератури Баки Деляну.

## Біографія
Народився 26 січня (8 лютого) 1911 року у місті Ясси. З 1940 року жив у Молдавії.

## Творчість
Перша збірка поезій «Зачароване люстерко» вийшла друком у 1931 році. Автор ліро-епічної поеми «Краснодон» (1950) — про подвиг краснодонців, драматичної поеми «Чарівна булава» (1951) та віршів про життя Радянської Молдавії (збірки «Розмова біля хвіртки», 1956; «Любов наша повсякденна», 1966, та інші).
Перекладав, зокрема, твори Т.Шевченка, І. Франка, П. Тичини, М. Рильського, Н. Забіли, Л. Забашти. Окремі вірші Деляну вийшли в перекладі А. М'ястківського, А. Кацнельсона, Є. Доломана, В. Баранова, Т. Коломієць, Н. Матвійчук.

## Українські переклади
- Вірші у книзі: Молдавія. — К., 1953,
- Кишинів. // Сузір'я, вип. 8. — К., 1974,
- Вірші у книзі: Молдавська радянська поезія: Антологія. — К., 1975;
- Вірші укнизі: Дойна. — К., 1985.